# José António Henriques
 (décembre 2022).
Pour les articles homonymes, voir Henriques.
José António Henriques (1707, Lisbonne, Royaume de Portugal - 1748, Empire chinois) est un jésuite portugais du XVIIIe siècle, missionnaire en Chine et premier martyr jésuite en Chine.

## Biographie
José António Henriques est en Chine au service de l'ambassadeur du Portugal Dom Alexandre Metello de Sousa y Meneses auprès de l'Empereur lorsqu'il entre dans la Compagnie de Jésus en 1727. Il effectue son noviciat et sa formation de jésuite à Manille avant d'être envoyé à partir de 1737 en Chine dans les provinces de Changshu et Jiangsu. Il travaille clandestinement dans la mesure où la présence des Jésuites était alors interdite hors de Pékin. En 1744, il est nommé vicaire général de la région du Jiangsu, Anhui et Zhejiang. À partir de 1748, les persécutions à l'égard des Chrétiens s'intensifient. Il est capturé par les autorités ainsi que son confrère Tristano Francesco Attimis. Ils sont condamnés à mort et finalement étranglés dans leur prison en dépit des efforts des Jésuites de Pékin auprès de la Cour impériale pour faire annuler la peine. 
Henriques et Attimis sont les deux premiers jésuites martyr en Chine. En 1897, leur procès en béatification fut ouvert. 